# Snøskalkegga
Die Snøskalkegga (sinngemäß aus dem Norwegischen übersetzt Schneekuchenstückgrat) ist ein 5 km langer und größtenteils verschneiter Gebirgskamm im ostantarktischen Königin-Maud-Land. In den Weyprechtbergen ragt er 3 km westlich des Dekefjellet auf und wird am nördlichen Ende durch den Kazanskaya Mountain überragt.
Entdeckt und anhand von Luftaufnahmen kartiert wurde er bei der Deutschen Antarktischen Expedition 1938/39 unter der Leitung des Polarforschers Alfred Ritscher. Norwegische Kartographen, die auch die Benennung vornahmen, kartierten ihn anhand von Vermessungen und Luftaufnahmen der Dritten Norwegischen Antarktisexpedition (1956–1960).